# Hamburger Symphoniker
Hamburger Symphoniker blev grundlagt i 1957. Orkestrets første ledende dirigent var Robert Heger. Blandt hans efterfølgere findes Imre Kertesz, Carlos Kalmar og Miguel Gómez-Martinez. I begyndelsen af sæsonen 2004/2005 blev Andrey Boreyko orkestrets nye ledende dirigent. Nøje iagttaget både hjemme og i udlandet er det med hans ansættelse lykkedes at skabe et enestående og spændende kunstnerisk samarbejde.
Hamburger Symphoniker har det privilegium at være det eneste orkester, som er hjemmehørende i Musikhalle Hamburg (siden 2005 officielt Laeiszhalle). Orkestret har arbejdet med dirigenter som Charles Mackerras, Christian Thielemann, Peter Ruzicka, Horst Stein, Ralf Weikert, Sebastian Weigle og István Kertész. Den første chefdirigent var Robert Heger. Følgende chefdirigenter blev Heribert Beissel, Carlos Kalmar, Miguel Gómez Martínez og Yoav Talmi, siden sæsonen 04/05 Andrey Boreyko. 
Nogle af verdens fineste solister som Christian Tetzlaff, Elisabeth Leonskaja, Andrej Hoteev, Frank Peter Zimmermann, Edita Gruberova, Placido Domingo og Grace Bumbry har haft gæsteoptræden med orkestret i de sidste år.
Hamburger Symphoniker spiller regelmæssigt omkring tyve operaer og balletter i Hamburgische Staatsoper i hver sæson. Orkestret har opnået et godt internationalt omdømme på utallige ture til lande som Storbritannien, Italien, Frankrig, Spanien, Skandinavien, Polen og Tyrkiet.
Optagelser med Hamburger Symphoniker findes på Dabringhaus og Grimm, edel classics og Deutsche Grammophon (Deutscher Schallplattenpreis ECHO Klassik).
Derudover har orkestret tilbudt en række af meget succesrige abonnementskoncerter for børn gennem mange år. De legendariske friluftskoncerter i gården af Hamburgs rådhus er altid udsolgte.

## Weblinks
- Film about the Hamburger Symphoniker and Andrey Boreyko
- www.hamburgersymphoniker.de
- Diskographie der Hamburger Symphoniker Arkiveret 11. marts 2007 hos  Wayback Machine
- Laeiszhalle – Musikhalle Hamburg Arkiveret 13. februar 2009 hos  Wayback Machine